# Zhen’an (Dandong)
Zhen’an (chinesisch 振安区, Pinyin Zhèn’ān Qū) ist ein Stadtbezirk der bezirksfreien Stadt Dandong in der nordostchinesischen Provinz Liaoning. Er hat eine Fläche von 664 km² und zählt 178.000 Einwohner (2010).

## Administrative Gliederung
Auf Gemeindeebene setzt sich der Stadtbezirk aus vier Straßenvierteln und fünf Großgemeinden zusammen. 